# Жанаталап (Сарыагашский район)
Жанаталап (каз. Жаңаталап) — село в Сарыагашском районе Туркестанской области Казахстана. Входит в состав Куркелесского аульного округа. Код КАТО — 515465480.

## Население
В 1999 году население села составляло 571 человек (280 мужчин и 291 женщина). По данным переписи 2009 года, в селе проживало 1225 человек (617 мужчин и 608 женщин).